# Călușeri, Mureș
Călușeri este un sat în comuna Ernei din județul Mureș, Transilvania, România.

## Monumente
- Biserica unitariană din Călușeri

## Imagini

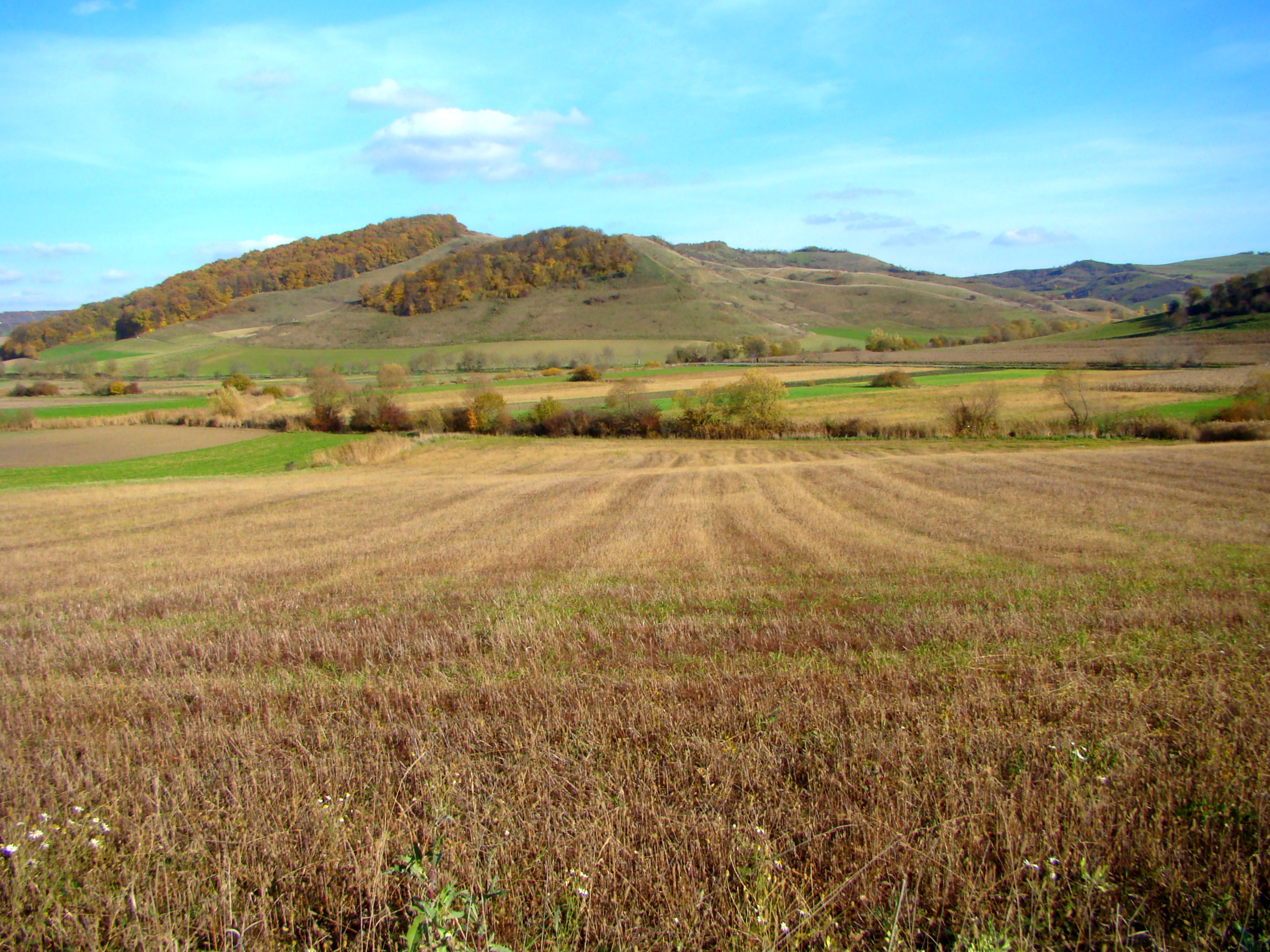
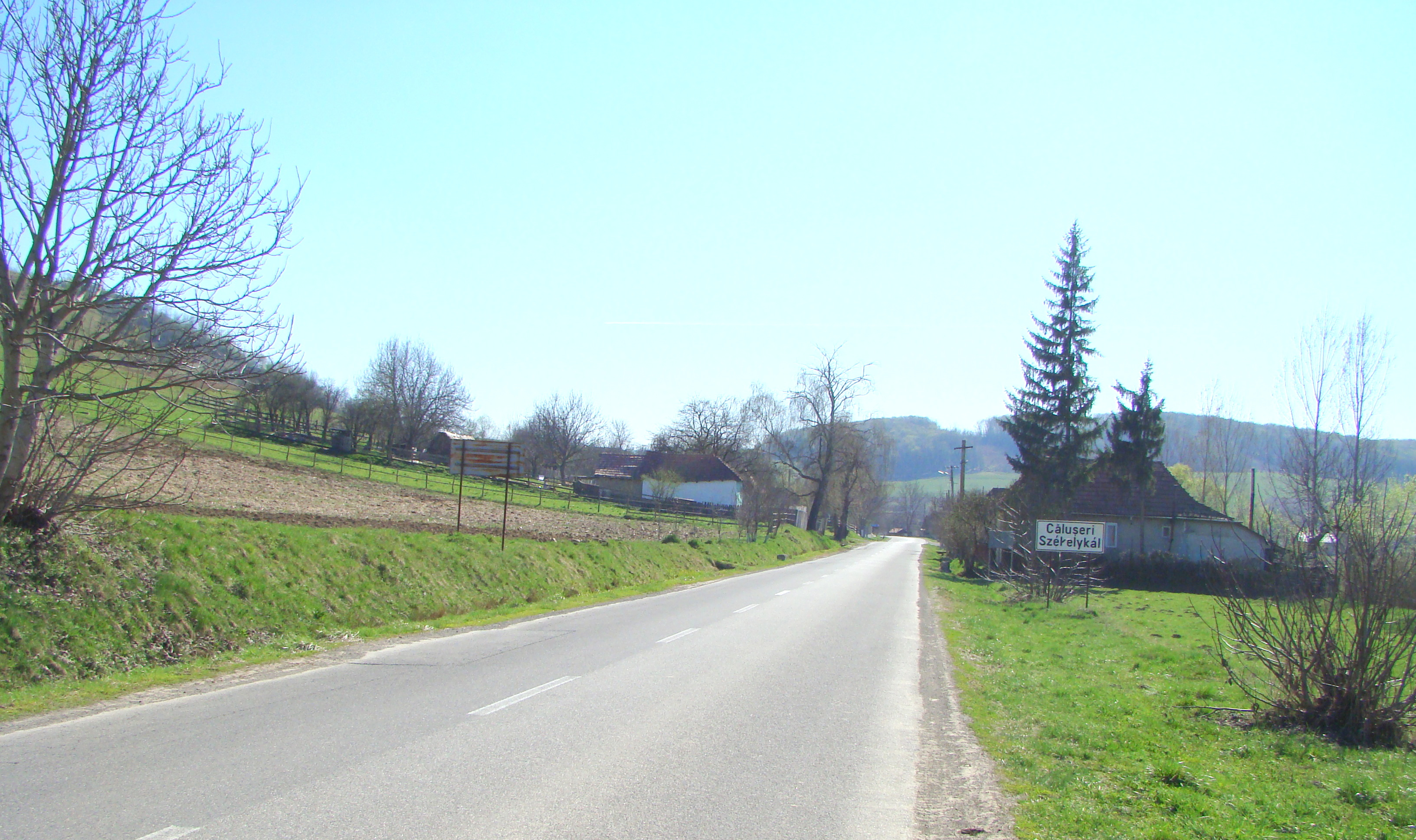
Intrarea în localitate
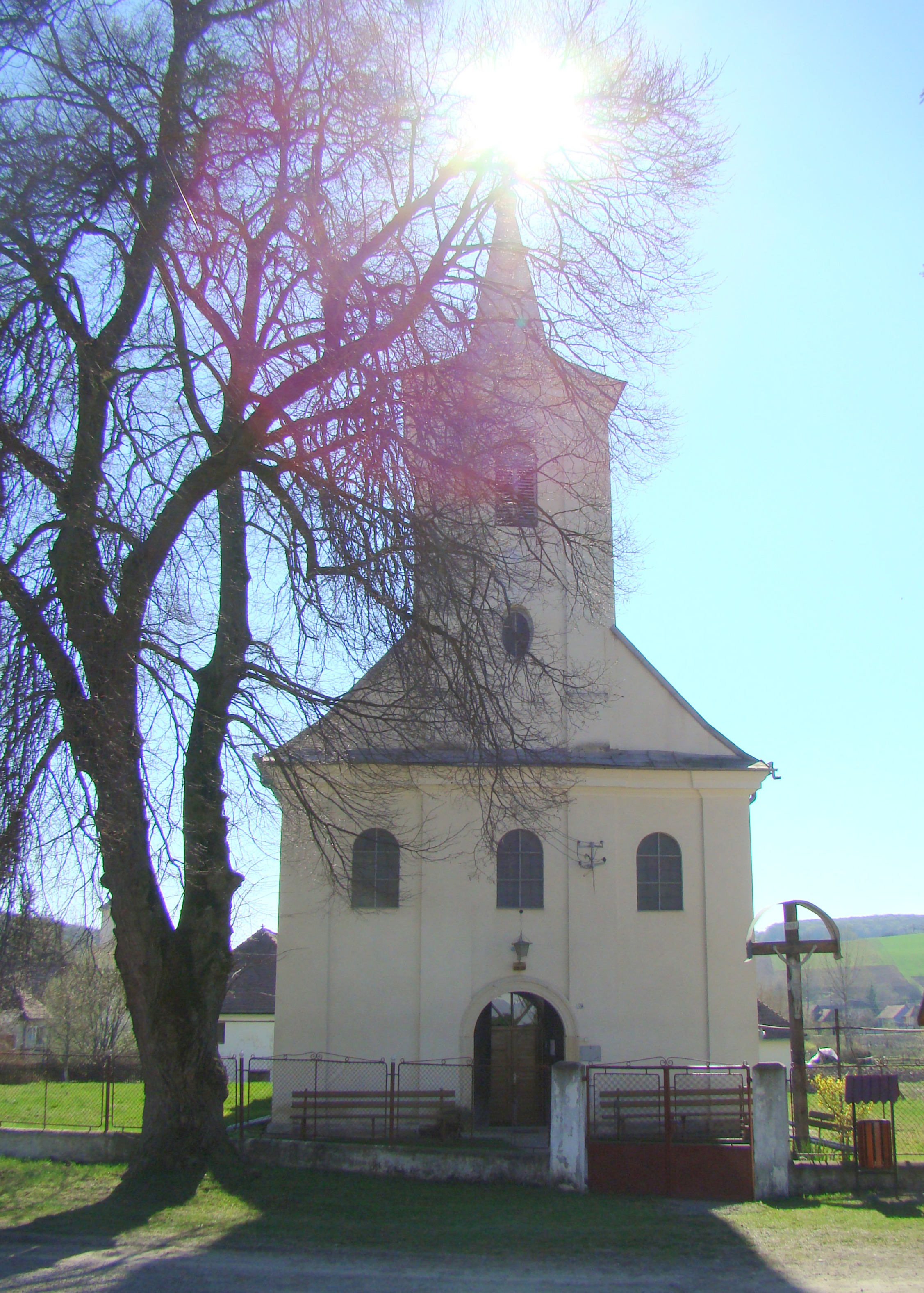
Biserica romano-catolică
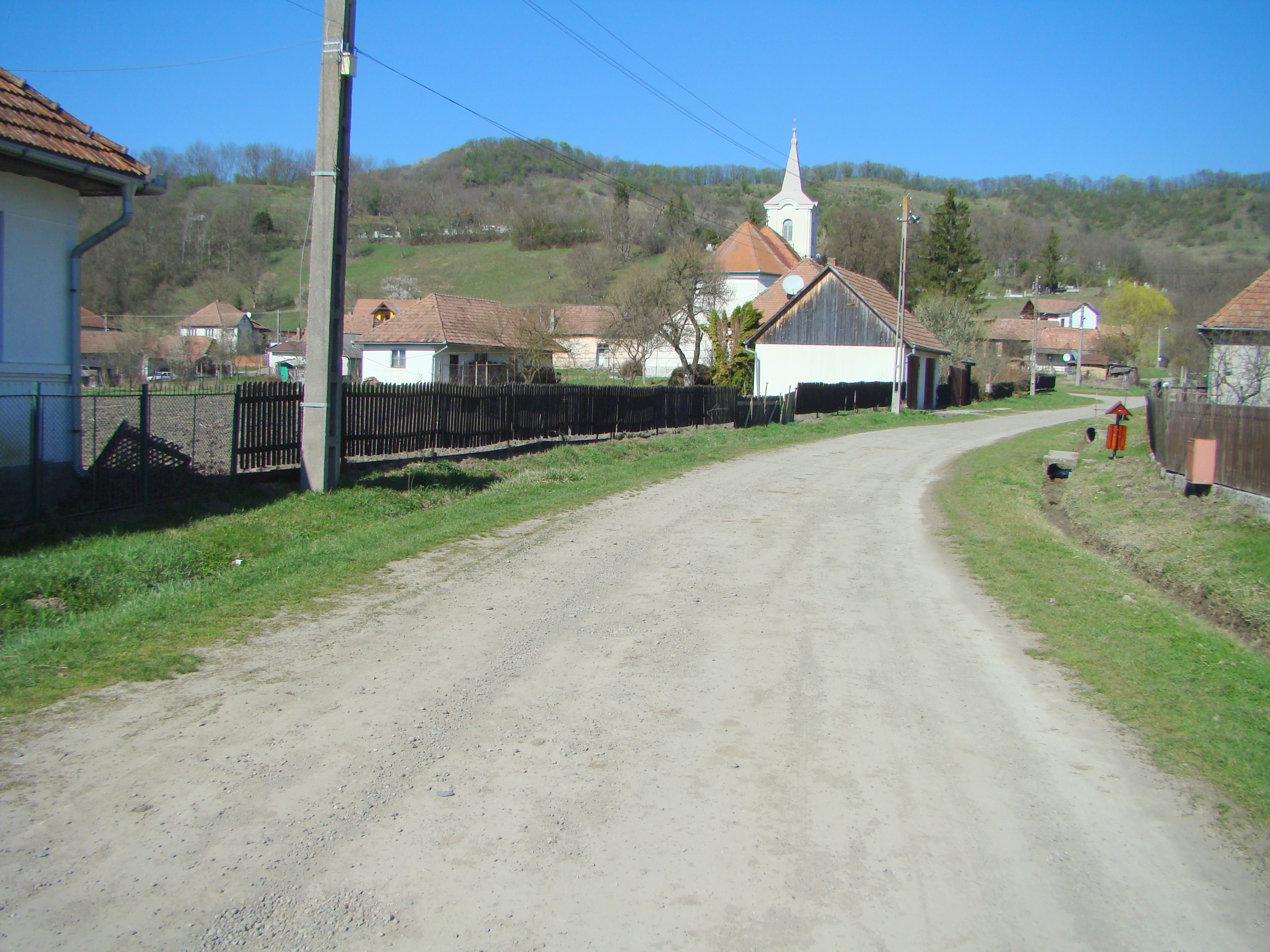
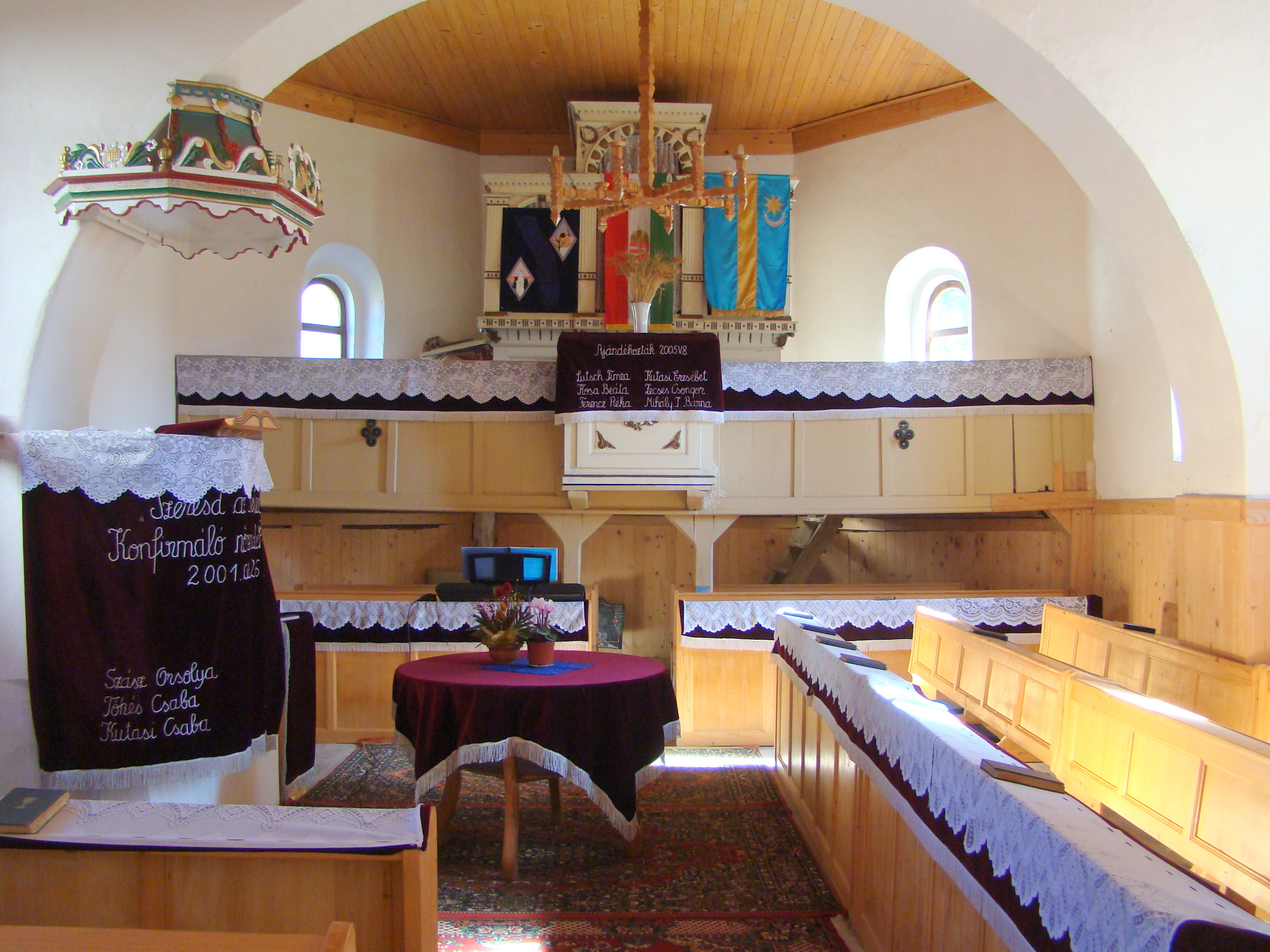
Biserica unitariană (monument istoric)
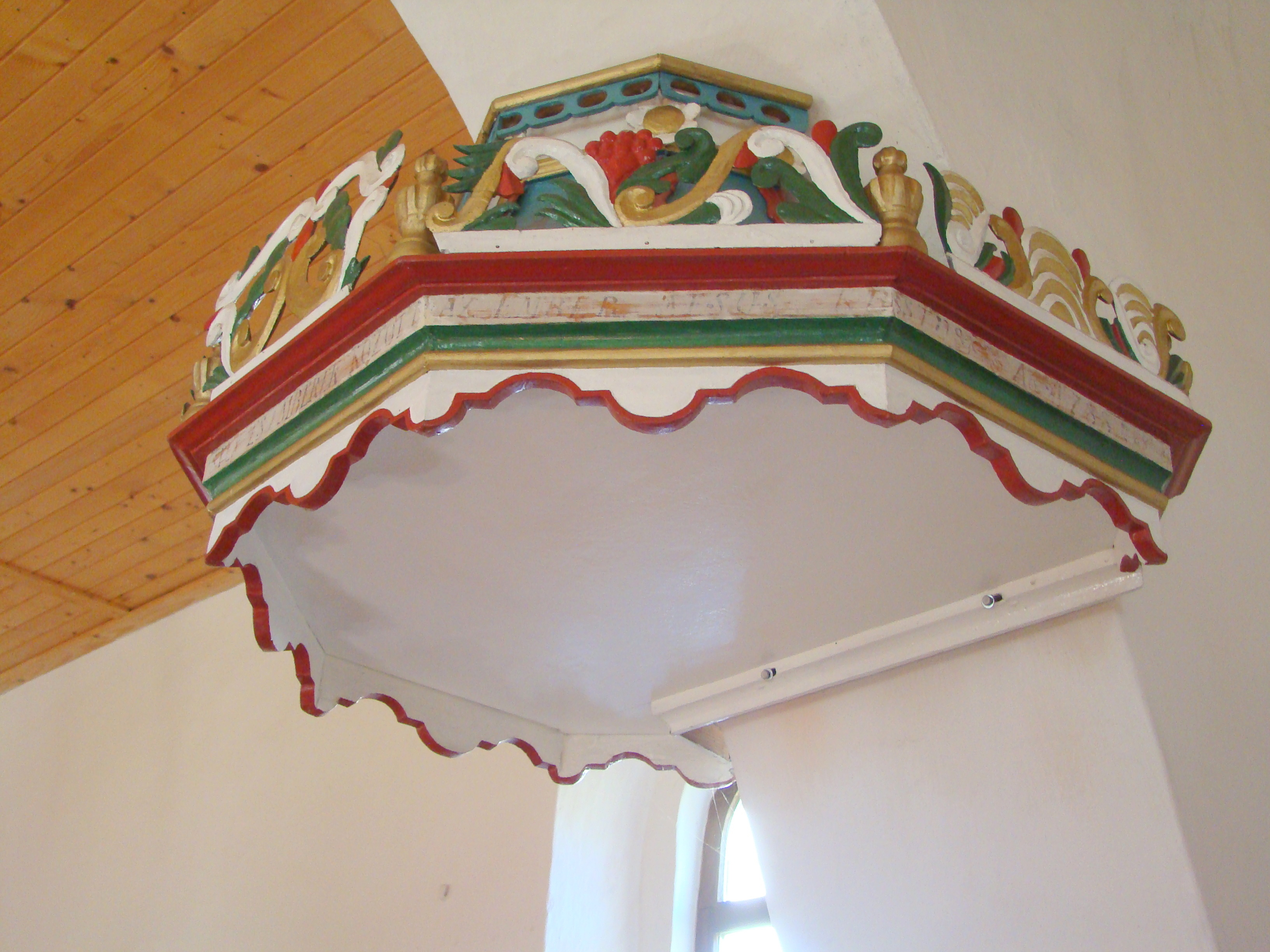
Coroana amvonului
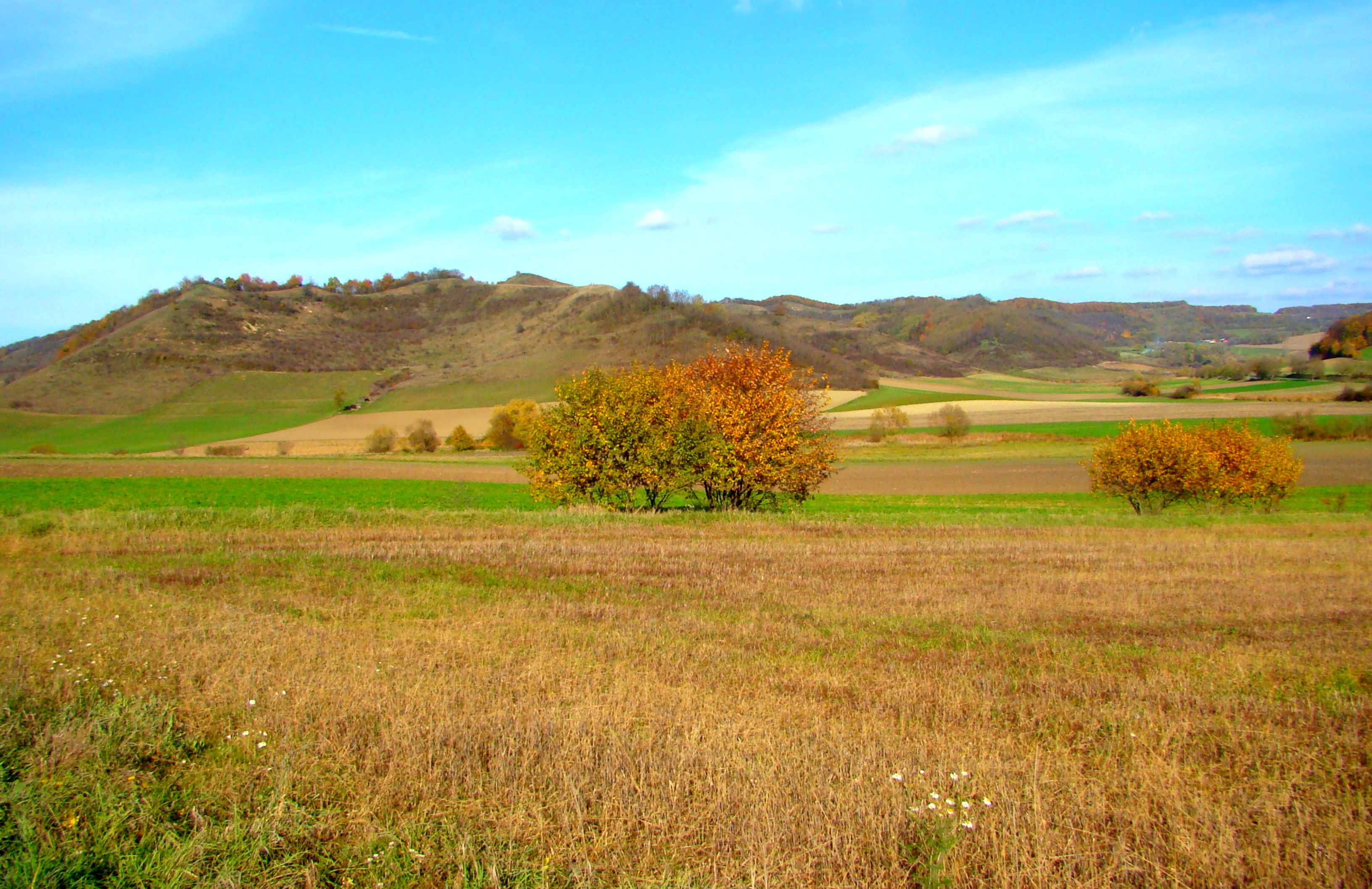
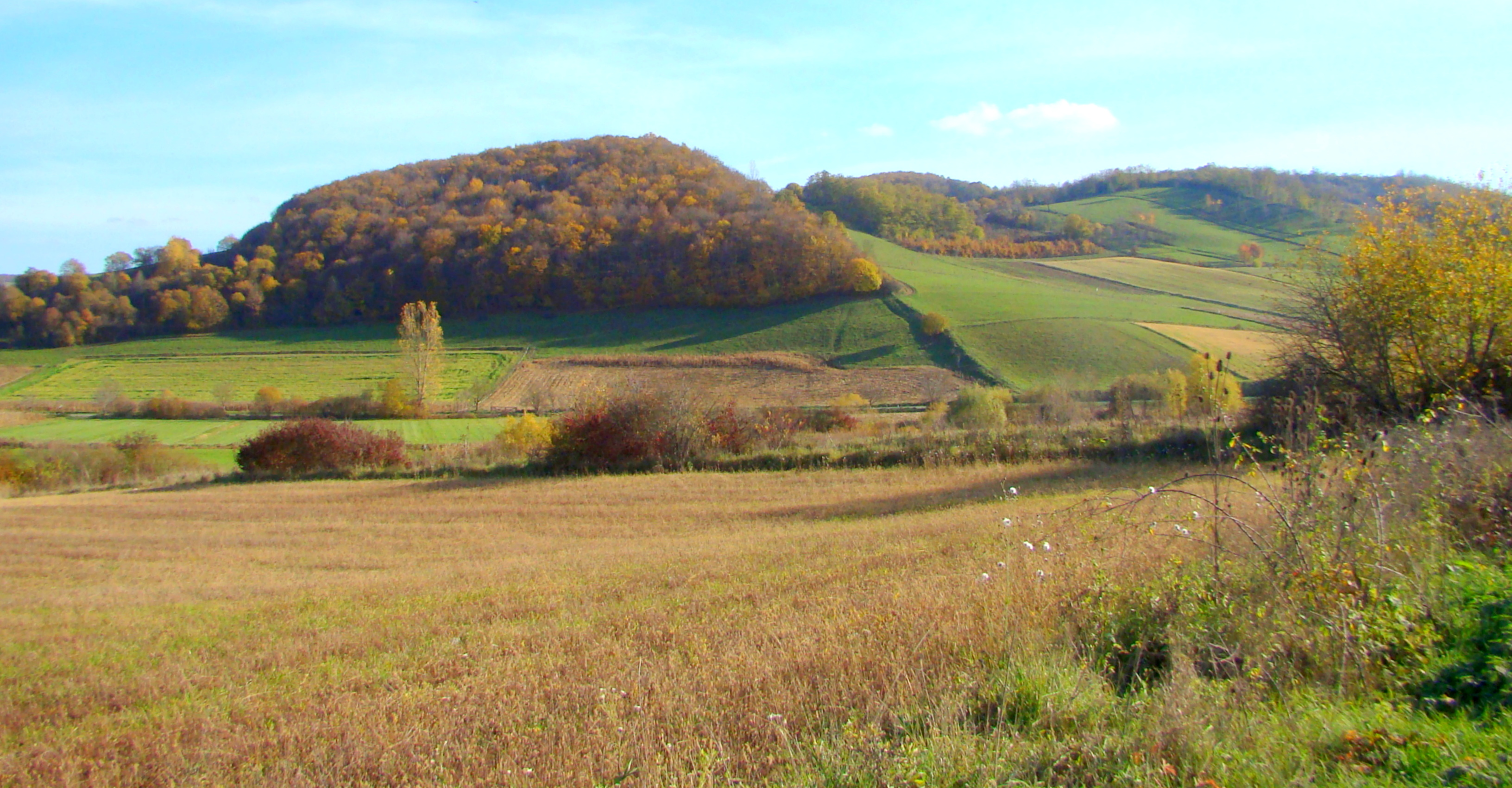
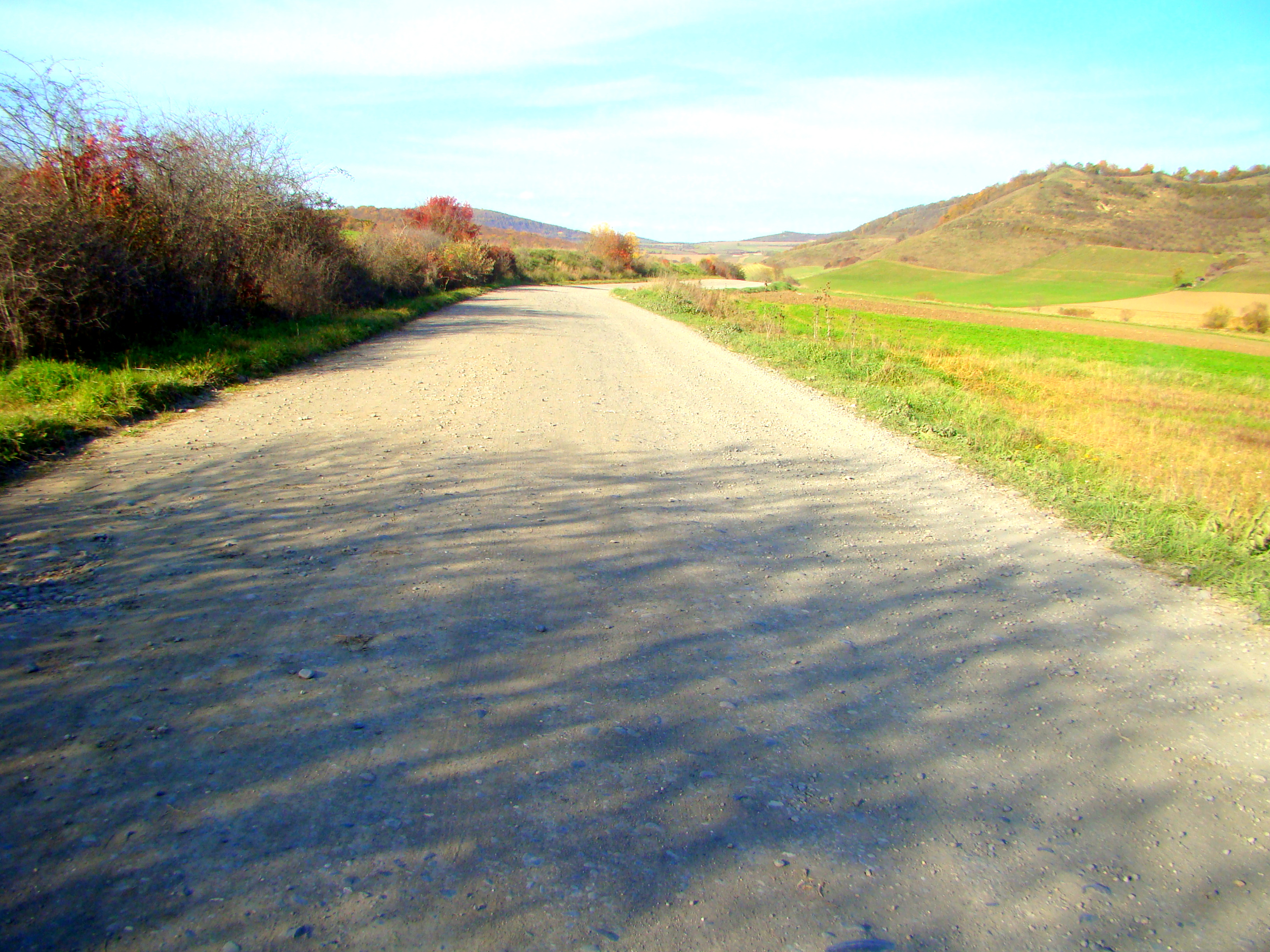
Drumul Călușeri-Pădureni